# Auta (rzeka)
Auta- (biał. Авута) – rzeka na Białorusi, prawy dopływ Dzisny. Źródła rzeki znajdują się na pojezierzu Święciańskim. Jej długość wynosi 47 km, a powierzchnia dorzecza 461 km².
Od 4 do 6 lipca 1920, nad rzeką toczyła się bitwa 1 Armii gen. Gustawa Zygadłowicza z wojskami sowieckiego Frontu Zachodniego Michaiła Tuchaczewskiego.